# PAGEOS

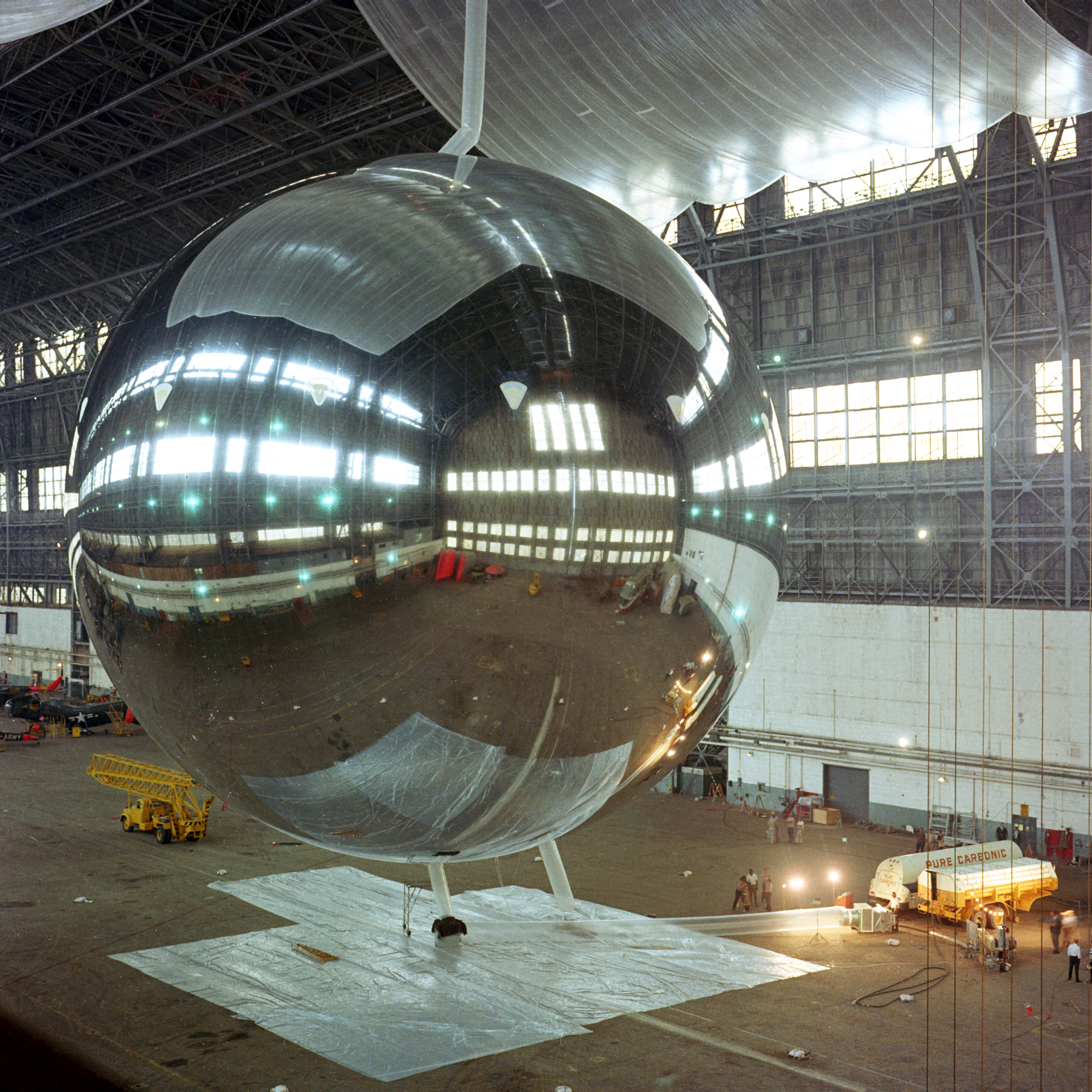
O satélite PAGEOS sendo testado inflado

PAGEOS (PAssive Geodetic Earth Orbiting Satellite) foi um satélite lançado pela NASA em 24 de junho de 1966. Era uma esfera inflável de mylar aluminizado de 30,48 metros de diâmetro pesando 56,7 kg sem instrumentos.